# سان جاسينتو (كاليفورنيا)
سان جاسينتو (بالإنجليزية: San Jacinto)‏ هي إحدى مدن مقاطعة ريفيرسيدي، كاليفورنيا. تم إعطاءها لقب مدينة في 20 أبريل، 1888.

## التركيبة السكانية
حدّد مكتب تعداد الولايات المتحدة بيانات التركيبة السكانية لسان جاسينتو في تعداد الولايات المتحدة. في ما يلي، التركيبة السكانية حسب تعدادي 2000 و2010.

### تعداد عام 2000
بلغ عدد سكان سان جاسينتو 23,779 نسمة بحسب تعداد عام 2000، وبلغ عدد الأسر 8,314 أسرة وعدد العائلات 5,837 عائلة مقيمة في المدينة. في حين سجلت الكثافة السكانية 351.4 نسمة لكل كيلومتر مربع (910.1/ميل2). وبلغ عدد الوحدات السكنية 9,476 وحدة بمتوسط كثافة قدره 140.1 لكل كيلومتر مربع (362.9/ميل2).
وتوزع التركيب العرقي للمدينة بنسبة 69.34% من البيض و2.65% من الأمريكيين الأفارقة و2.34% من الأمريكيين الأصليين و1.12% من الأمريكيين ذوي الأصول الآسيوية و0.16% من سكان جزر المحيط الهادئ و19.52% من الأعراق الأخرى و4.87% من عرقين مختلطين أو أكثر و40.30% من الهسبانيون أو اللاتينيون من أي عرق.
بلغ عدد الأسر 8,314 أسرة كانت نسبة 40% منها لديها أطفال تحت سن الثامنة عشر تعيش معهم، وبلغت نسبة الأزواج القاطنين مع بعضهم البعض 52.1% من أصل المجموع الكلي للأسر، ونسبة 13% من الأسر كان لديها معيلات من الإناث دون وجود شريك، بينما كانت نسبة 5.1% من الأسر لديها معيلون من الذكور دون وجود شريكة وكانت نسبة 29.8% من غير العائلات. تألفت نسبة 25.4% من أصل جميع الأسر من عدة أفراد يعيشون في نفس المنزل ونسبة 14.7% كانت تتألف من شخص يعيش بمفرده يبلغ من العمر 65 عاماً أو أكثر. وبلغ متوسط حجم الأسرة المعيشية 2.84، أما متوسط حجم العائلات فبلغ 3.41.
بلغ العمر الوسطي للسكان 33.7 عاماً. وكانت نسبة 31.3% من القاطنين تحت سن الثامنة عشر، وكانت نسبة 8% بين الثامنة عشر والرابعة والعشرين عاماً، ونسبة 26% كانت واقعةً في الفئة العمرية ما بين الخامسة والعشرين والرابعة والأربعين عاماً، ونسبة 17.1% كانت ما بين الخامسة والأربعين والرابعة والستين، ونسبة 16.8% كانت ضمن فئة الخامسة والستين عاماً فما فوق. يوجد لكل 100 أنثى 93.7 ذكر، ويوجد لكل 100 أنثى في الثامنة عشر من عمرها فما فوق 89.0 ذكر.
بلغ متوسط دخل الأسرة في المدينة 30,627 دولارًا، أما متوسط دخل العائلة فبلغ 34,717 دولارًا. وكان متوسط دخل الذكور 31,764 دولارًا مقابل 25,392 دولارًا للإناث. وسجل دخل الفرد الخاص بالمدينة 13,265 دولارًا. وكانت نسبة 15.2% من العائلات ونسبة 20.3% من السكان تحت خط الفقر، وكان من هؤلاء نسبة 26.8% تحت سن الثامنة عشر ونسبة 12.2% في الخامسة والستين من العمر وما فوق.

### تعداد عام 2010
بلغ عدد سكان سان جاسينتو 44,199 نسمة بحسب تعداد عام 2010، وبلغ عدد الأسر 13,152 أسرة وعدد العائلات 9,987 عائلة مقيمة في المدينة. في حين سجلت الكثافة السكانية 653.3 نسمة لكل كيلومتر مربع (1,692.0/ميل2). وبلغ عدد الوحدات السكنية 14,977 وحدة بمتوسط كثافة قدره 221.4 لكل كيلومتر مربع (573.4/ميل2).
وتوزع التركيب العرقي للمدينة بنسبة 57.18% من البيض و6.62% من الأمريكيين الأفارقة و1.84% من الأمريكيين الأصليين و3.03% من الأمريكيين ذوي الأصول الآسيوية و0.28% من سكان جزر المحيط الهادئ و25.36% من الأعراق الأخرى و5.69% من عرقين مختلطين أو أكثر و52.28% من الهسبانيون أو اللاتينيون من أي عرق.
بلغ عدد الأسر 13,152 أسرة كانت نسبة 49.1% منها لديها أطفال تحت سن الثامنة عشر تعيش معهم، وبلغت نسبة الأزواج القاطنين مع بعضهم البعض 52.9% من أصل المجموع الكلي للأسر، ونسبة 16.1% من الأسر كان لديها معيلات من الإناث دون وجود شريك، بينما كانت نسبة 6.9% من الأسر لديها معيلون من الذكور دون وجود شريكة وكانت نسبة 24.1% من غير العائلات. تألفت نسبة 18.7% من أصل جميع الأسر من عدة أفراد يعيشون في نفس المنزل ونسبة 9.4% كانت تتألف من شخص يعيش بمفرده يبلغ من العمر 65 عاماً أو أكثر. وبلغ متوسط حجم الأسرة المعيشية 3.34، أما متوسط حجم العائلات فبلغ 3.81.
بلغ العمر الوسطي للسكان 30.3 عاماً. وكانت نسبة 32.8% من القاطنين تحت سن الثامنة عشر، وكانت نسبة 10% بين الثامنة عشر والرابعة والعشرين عاماً، ونسبة 26.9% كانت واقعةً في الفئة العمرية ما بين الخامسة والعشرين والرابعة والأربعين عاماً، ونسبة 19.8% كانت ما بين الخامسة والأربعين والرابعة والستين، ونسبة 10.6% كانت ضمن فئة الخامسة والستين عاماً فما فوق. وتوزع التركيب الجنسي للسكان بنسبة 48.9% ذكور و51.1% إناث.

## أعلام
- باتسي مونتانا
- ثيودوسيوس دوبجانسكي
- جيك نيوتن